# Guessouma Fofana
Guessouma Fofana (Le Havre, Francia, 17 de diciembre de 1992) es un futbolista mauritano que juega de centrocampista para el Al-Hilal Omdurmán. Es hermano de Gueïda Fofana.

## Trayectoria
Se formó en la cantera de su ciudad natal, en el Le Havre. En 2011 debutó con el segundo equipo. En la temporada 2011/12 jugó 19 partidos con el segundo equipo.
En la 2012/13 llegó libre al Boulogne II en el cual disputó 5 partidos. En la 2013/14 llegó libre al Lyon-Duchère en el que estuvo dos temporadas disputando 44 partidos y anotando su primer gol como profesional frente al Monts Or Azergues, el 6 de septiembre de 2014.
En la 2015/16 llegó libre al Amiens SC en el que estuvo 3 temporadas, jugando 83 partidos, anotando 4 goles, dando 3 asistencias y recibiendo 15 amarillas y 2 rojas. También disputó 3 partidos con el segundo equipo. En sus 3 años logró dos ascensos y pasó de jugar en National a jugar en la Ligue 1. Su debut en la Ligue 1 fue el 5 de agosto de 2017 frente al PSG.
En la 2018/19 el Guingamp pagó 1 millón de euros por hacerse con sus servicios, y ha disputado 11 partidos, recibiendo 3 amarillas. Con el segundo equipo ha disputado 2 partidos.

## Palmarés

### Títulos nacionales
| Título | Club     | País    | Año  |
| ------ | -------- | ------- | ---- |
| Liga I | CFR Cluj | Rumania | 2022 |